# Afonso, Duque de Galliera
Afonso Maria Francisco Antônio Diogo de Orléans e Bourbon (em espanhol: Alfonso Maria Francisco Antonio Diego de Orleans y Borbón, Madrid, 12 de novembro de 1886 – Sanlúcar de Barrameda, 6 de agosto de 1975), foi um príncipe francês da Casa de Orléans e Infante da Espanha, quinto Duque de Galliera e um renomado aviador militar espanhol.

## Biografia
Afonso foi o filho mais velho do príncipe Antônio de Orléans, Duque de Galliera e Infante da Espanha, filho do príncipe Antônio de Orléans, Duque de Montpensier, e neto do rei Luís Filipe I da França, e da Infanta Eulália da Espanha, filha mais nova da rainha Isabel II da Espanha. O seu baptismo teve lugar no Palácio Real de Madrid, momento no qual lhe foi conferida a Grande Cruz da Ordem de Carlos III. Na família, Afonso era chamado de "Tio Alli".
Em 1906 começou a sua formação militar na Academia Militar de Toledo e, em 1910, formou-se como piloto em França. De regresso a Espanha conseguiu tornar-se um dos primeiros e mais destacados aviadores militares espanhóis.
Ocupou diversos postos na aviação militar espanhol até à queda da monarquia em 1931, chegando a participar, como chefe, nas primeiras operações aéreas do Desembarque de Alhucemas que aconteceu em 1925. 
Ao proclamar-se a Segunda República Espanhola, no dia 14 de Abril de 1931, o infante foi para o exílio em Londres, cidade em que viveu até ao seu regresso a Espanha em 1937, quando começou a Guerra Civil Espanhola, para se juntar à força aérea do lado nacional. Quando acabou a guerra, foi elevado a general de divisão e foi chefe da Segunda Região Aérea em 1940. Três anos depois foi nomeado general de brigada.
Afonso de Orleães renunciou, em 1945, à liderança da Região Aérea do Estreito para mostrar o seu apoio ao Manifesto de Lausana, texto no qual dom Juan de Bourbon, chefe da casa real espanhola, pediu a restauração da monarquia. Com esta decisão, o infante Afonso teve de terminar a sua carreira militar, apesar de ter continuado a pilotar aviões.

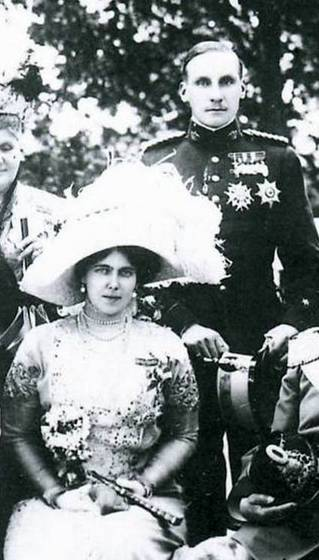
Afonso com a sua esposa, Beatriz.

Em 1909 casou-se com a princesa Beatriz de Saxe-Coburgo-Gota, filha mais nova do duque Alfredo de Saxe-Coburgo-Gota, duque de Edimburgo, filho da rainha Vitória do Reino Unido, e da grã-duquesa Maria Alexandrovna da Rússia, filha do czar Alexandre II. Do casamento nasceram três filhos:
- Álvaro de Orléans e Bourbon, Sexto duque de Galliera, (1910-1997)
- Afonso de Orléans e Bourbon (1912-1936)
- Ataulfo de Orléans e Bourbon (1913- 1974)

Uma fundação que se dedica à conservação de aeronaves históricas tem o seu nome: Fundação Infante de Orleães.
Morreu em 1975, vítima de paragem cardíaca.